# شهرستان یاگودنینسکی
شهرستان یاگودنینسکی (به لاتین: Yagodninsky District) یک شهرستان در روسیه است که در استان ماگادان واقع شده‌است.